# Stihovi Puškina 1813. – 1825.
U Puškinovu stvaralačkom naslijeđu stihovi zauzimaju jedno od najvažnijih mjesta. Na početku književnog stvaralaštva nadahnjivala su ga djela francuskih pjesnika 17. i 18. stoljeća koje je upoznao čitajući knjige iz očeve biblioteke. U to su mu vrijeme najdraži autori bili Voltaire i Évariste de Parny. Kasnije su njegovim učiteljima postali Konstantin Batjuškov, kojeg je smatrao majstorom "lake poezije", i prvi ruski romantičar Vasilij Žukovski. U puškinskoj lirici razdoblja 1813. – 1815. glavna je tema o prolaznosti života, koja diktira želju za nasladom radostima života. Godine 1815. Puškin je izdao stihove koji se obraćaju Batjuškovu, i u kojima ga priziva da se ponovo vrati stvaralaštvu. Batjuškov, saznavši da je autor polaznik liceja, dolazi u Carsko selo samo da se upozna s njim. On je savjetovao mladom pjesniku da se ne bavi razmjerno lakom (anakreontskom) poezijom, već ozbiljnijim temama, uključujući temu rata. Od 1816. Puškin se obraća žanru elegije i razrađuje svoje karakteristične motive: neuzvraćena ljubav, odlazak mladosti, umiranje duše. Bez obzira na oponašanje, konvencionalnost, književne obrasce ranih djela, Puškin ide svojim putem. Ne ograničava se komornom poezijom, obraća se kompleksnijim temama od društvenog značaja.

## 1813.
- Poslanica Nataliji
- Monah

## 1814.
- Prijatelju stihotvorcu
- Razum i ljubav
- Sestri
- Oproštaj s Carskim Selom
- Romanca
- Knezu A.M. Gorčakovu

## 1815.
- Odgovor Batjuškovu
- Poslanica Galiču
- Poslanica mladoj glumici
- Uživao sam, eto, presretan sam bio...
- Suza (K.P. Bakunjinovoj)
- Poslanica Judinu
- Liciniju
- Sanjar

## 1816.
- Eksprompt za Ogarjovu
- Prozor
- Pjevač
- Vi bolesni ste? Već tri noći...
- Oporuka
- Morfeju
- Prijateljima
- Znatiželjnik

## 1817.
- Knezu A. M. Gorčakovu
- Ona
- Epigram uz pjesnikovu smrt
- Idući kući s mise, uveče...
- Stance
- Epigram uz pjesnikovu smrt
- Istomina i Orlov goli...
- Njoj
- Sloboda (oda)

## 1818.
- Bakhovo slavlje
- Čaadajevu

## 1819.
- 27. svibnja 1819
- Umaknuo sam od Eskulapa
- Selo (elegija)
- Rusalka
- Veseli pir
- Preporod
- Prošetah večeri ja neke... / Nedavno tihe večeri neke...

## 1817. – 1820.
- Uz Čaadajevljev portret
- Samomu sebi

## 1820.
- Doridi
- Boj poznajem - zvuk mačeva volim...
- Ugasila se zvijezda danja...
- Karađorđevoj kćeri
- Crna koprena
- Nereida

## 1821.
- Muza
- Ohladnjeh ja spram svojih sanja...
- Bodež
- Zaboravih već, draga, što bješe prošlih ljeta...
- Napoleon
- Znaci

## 1822.
- Savjet
- Car Nikita i četrdeset njegovih kćeri
- Kazni, jer svet si pravednik...
- Sužanj
- Daj, Nikita, brže odjeću...

## 1823.
- Ptičica
- Za slobodu
- Noć
- Demon
- Slobode sijač osamljeni...
- Kola života

## 1824.
- Mirni bozi polja, dubrava i gora...
- Pjevač David rastom bješe mal...
- Prozerpina (prijevod pjesme Déguisements de Vénus Évaristea de Parnyja)
- Razgovor s knjižarom
- Moru
- Kad naumi ženiti se carski Arapin...
- O, djevo-ružo, u okovu...
- Grožđe
- Španjolska romanca
- Al ako?
- Strah je Lizu vas ljubiti...
- Akvilon

## 1825.
- Spaljeno pismo
- Čim malko svenu ruže...
- Evropa zalud zgranula se...
- Eto! Još je živ Kurilka žurnalist?...
- Ex ungue leonem
- André Chénier
- Za A.P. Kern
- Ženik (balada)
- Ako prevari te žiće
- Dionizijska pjesma
- Zadnje cvijeće
- 19. listopada 1825
- Elegija
- Prizor iz Fausta
- Zimska večer
- U krvi oganj željâ gori...
- Bura
- Prozaik i poeta

## 1817. – 1825.
- Odrekosmo se rječitosti lako...

## Napomena
1. ↑  Na popisu se nalaze Puškinove pjesme objavljene na hrvatskom jeziku.